# Балугайнш
Балугайнш (порт. Balugães)  —  район (фрегезия) в Португалии,  входит в округ Брага, составная часть муниципалитета  Барселуш, крупной городской агломерации Большое Минью. По старому административному делению район Балугайнш входил в провинцию Минью. Балугайнш также входит в экономико-статистический  субрегион Каваду, который является частью Северного региона. Население района составляет 863 человека (2001. Балугайнш занимает площадь 2,98 км².

### География и расположение
Балугайнш расположен в живописной сельской местности северной Португалии, в историко-культурной области Минью. Район характеризуется умеренным климатом и плодородными почвами. Через территорию проходят местные дороги, соединяющие район с соседними фрегезиями и центром муниципалитета — городом Барселуш.

### История
Исторически Балугайнш входил в состав провинции Минью (до административной реформы 1976 года). Территория района известна с раннего Средневековья и имеет следы римского и доримского присутствия.

### Культура и религия
Центральным объектом района является приходская церковь, посвящённая святому покровителю (можно указать конкретного, если известен). В течение года проводятся традиционные религиозные и культурные праздники, характерные для Минью — с фольклорной музыкой, народными костюмами и ярмарками.

### Экономика
Местная экономика основана на сельском хозяйстве, мелком производстве и ремёслах. Также значимую роль играет сезонный туризм и пригородная занятость жителей, работающих в Барселуше и других близлежащих городах.

### Интересные факты
- Балугайнш расположен на маршруте паломников, следующих по Португальскому пути Святого Иакова (Caminho Português de Santiago).
- Район сохраняет элементы традиционной архитектуры Минью, включая гранитные дома и сельские капеллы.